# 兀剌真公主
兀剌真（?—?），《新元史》作兀鲁真，元朝公主，父亲阿难答，祖父秦王忙哥剌，曾祖父元世祖忽必烈。
兀剌真嫁给了高昌王、高昌回鹘亦都护紐林·的斤，紐林·的斤是高昌王，所以兀剌真被封为高昌公主。窝阔台孙女八卜叉公主嫁给纽林·的斤生下帖睦尔普化和篯吉。兀剌真的儿子是太平奴，八卜叉公主也就是兀剌真的堂姑。